# Mežica

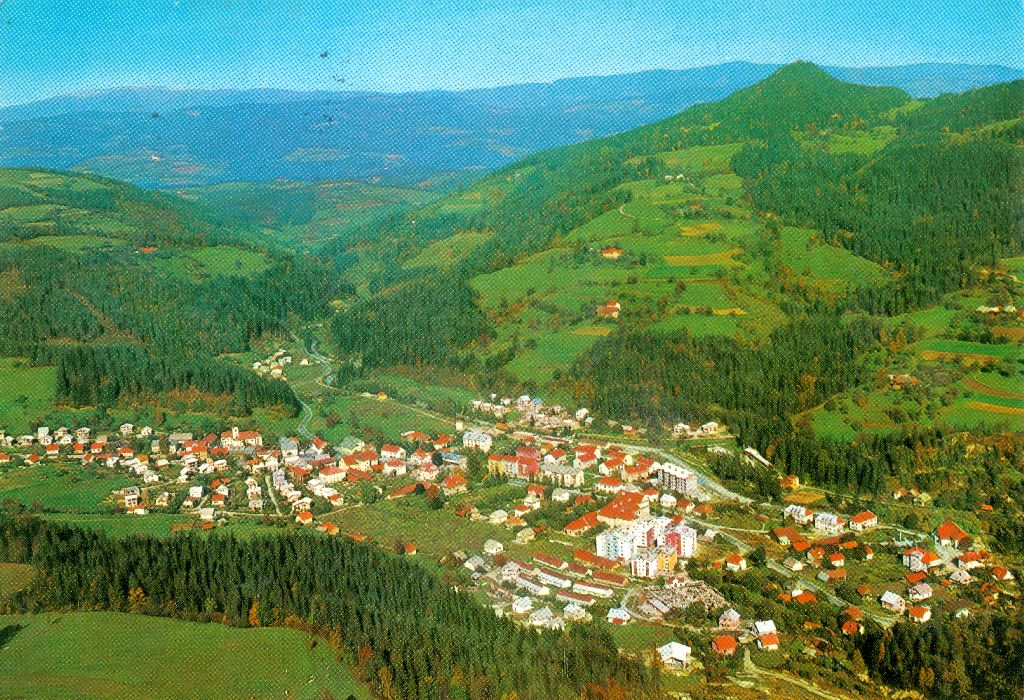
Mežica, 1968

Mežica (deutsch Mießdorf) ist Hauptort und Verwaltungssitz der Gemeinde Mežica in Slowenien in der historischen Landschaft Koroška (Slowenisch-Kärnten) und gleichnamigen statistischen Region.

## Lage
Mežica liegt im Mežatal (Mieß) in den Karawanken (Karavanke) auf 495 m. ü. A. Straßenverbindungen bestehen entlang des Tals nach Prevalje und Črna, sowie Richtung Österreich nach Bleiburg.